# Храм бахаи (Ашхабад)
Ашхабадский храм бахаи — первый в истории религии бахаи Дом поклонения, построенный в Ашхабаде, который тогда входил в состав Российской империи, а сейчас является столицей Туркменистана. Строительство началось в 1902 году и в основном было завершено к 1907 году, но полностью завершилось только в 1919 году. Архитектурные планы этого Дома поклонения были впервые составлены ещё при жизни Бахауллы. Проект был подготовлен Устадом Али-Акбаром Банной, а после его смерти строительством руководил Вакилуд-Даулих. В 1928 году Дом поклонения был экспроприирован советскими властями, а затем сдан в аренду общине бахаи. Так продолжалось до 1938 года, когда он был полностью секуляризирован и превращён в художественную галерею. Ашхабадское землетрясение 1948 года серьёзно повредило здание, сделав его небезопасным; проливные дожди последующих лет ослабили конструкцию, и в 1963 году здание было снесено, а на его месте разбили общественный парк. В 1971 году в этом парке был открыт памятник классику туркменской литературы Махтумкули.
Ашхабадский Дом молитвы был окружён садами с девятью прудами. По четырём углам участка, окружавшего Дом молитвы, располагались различные здания: школа для мальчиков, школа для девочек, большой зал для собраний и группа зданий, включавшая офисы Местного Духовного Собрания, читальный зал и комнату для встреч с интересующимися.